# دائرة الثقافة والإعلام في الشارقة
دائرة الثقافة والإعلام بحكومة الشارقة هي الذراع الثقافي والإعلامي في إمارة الشارقة والتي تشرف على العمل الثقافي المؤسسي من خلال وضع ومتابعة تنفيذ برامج النشاطات الثقافية في الإمارة، حيث تتوزع هذه النشاطات على الإدارات والأقسام المعنية بمتابعتها.

## التأسيس
أصدر الشيخ الدكتور سلطان بن محمد القاسمي مرسوماً أميريّاً في أبريل 1981م، يقضي بإنشاء "الدائرة الثقافية"، والتي عرفت فيما بعد باسم "دائرة الثقافة والإعلام"، ثم تغير الاسم إلى "دائرة الثقافة" عام 2017 وقد حرصت الدائرة منذ قيامها على إقامة أنشطة ثقافية عربية وإسلامية تؤثر وتتأثر بالثقافة الإنسانية منطلقة من شعار حاكم الشارقة: "كفانا من ثورة الكونكريت ولنتحوّل إلى بناء الإنسان".

## الأهداف
من أبرز أهداف الدائرة:

1. التعاون مع الأجهزة والمؤسسات الثقافية المحلية والعربية والدولية، بما يخدم أهداف العمل الثقافي.
2. تقديم الأنشطة والبرامج التي تعمل على تأصيل القيم العربية والإسلامية، والتي تساهم في إيجاد الشخصية الوطنية القادرة على العطاء.
3. توسيع أطر وآفاق المعرفة بما يخدم أهداف التنمية بمنظورها الشمولي اجتماعيّاً واقتصاديّاً وسياسيّاً.
4. المحافظة على الثقافة والفنون الوطنية.
5. تحديد أولويات العمل الثقافي بما يتفق مع الاحتياجات الفعلية كاستراتيجيّة طويلة المدى.

## الهيكلية
تنقسم الدائرة إلى الاقسام التالية:
- التخطيط
- الشؤون الإدارية
- إدارة المسرح
- الشؤون الثقافية
- الدراسات والنشر
- قسم تقنية المعلومات
- قسم الإعلام
- قسم العلاقات العامة
- إدارة المنطقة الشرقية

## الجوائز
تصدر الدائرة عددا من الجوائز منها:

شعار جائزة الشارقة للإبداع العربي

- جائزة الشارقة للثقافة العربية - اليونسكو
- جائزة الشارقة للإبداع العربي
- الجوائز المسرحية
- جائزة الشارقة للشعر العربي
- جائزة الشارقة لنقد الشعر العربي[3]
- جائزة الشارقة للبحث النقدي التشكيلي
- جائزة الشارقة للتأليف المسرحي - نصوص مسرحية للكبار
- جائزة الشارقة للتأليف المسرحي المدرسي

## المهرجانات
- مهرجان الشارقة للمسرح الخليجي
- ملتقى الشارقة للمسرح العربي
- مهرجان الشارقة للمسرح المدرسي
- مهرجان الشارقة للمسرحيات القصيرة
- ملتقى الشارقة للبحث المسرحي
- مهرجان المسرح الكشفي كرنفال خورفكان المسرحي
- ملتقى الشارقة للشعر العربي
- مهرجان الشارقة للشعر الشعبي
- أيام الشارقة المسرحية
- ملتــــقى الشـــارقة للخـــــط
- مهرجان الفنون الإسلامية

## روابط خارجية
- الموقع الرسمي